# Salvatore De Muto
Salvatore De Muto (Napoli, 9 dicembre 1876 – Napoli, 9 marzo 1970) è stato un attore teatrale italiano.

## Le origini
Figlio di un medico, rinunciò alla carriera accademica per quella teatrale.
Ha sempre recitato nel ruolo di Pulcinella, ed è considerato come l'ultimo Pulcinella napoletano. I suoi esordi furono al teatro Rossini, con l'allora impresario Salvatore Golia.
Nel 1908 fu chiamato da don Angelo Mazzola, impresario del Politeama, per sostituire il defunto Pasquale Balzano nella commedia "Pulcinella che a poco a poco se fa ommo", scritta da Antonio Guarino.
Nel 1913, all'età di 36 anni, si produsse al teatro Partenope di Napoli. Recitarono con lui altri attori partenopei come Giuseppe De Martino, Pasquale Forni, Giuseppe Pica e Guerrera. Passò al teatro San Ferdinando dove impersonò per lungo tempo il ruolo di Pulcinella e dove, il 22 gennaio del 1954, diede il suo addio alle scene. Morì il 9 marzo del 1970 all'età di 94 anni.